# Sitio arqueológico de Raqaypata
El sitio arqueológico de Raqaypata está ubicado en la cima de la catarata Perolniyoc a 3560 m s. n. m. Raqaypata, proviene de la mezcla de dos palabras quechuas: Raqay que significa galpón y pata que significa parte alta. El recinto está conformado por construcciones sin techo ubicados en la parte alta. Esta denominación es bastante reciente ya que se desconoce el nombre real del lugar.
Data de la época preincaica y fue habitado por el grupo étnico llamado Cugmas hasta la llegada de los Incas, quienes tomaron posesión del lugar posterior a una gran batalla. Raqaypata, fue reconstruido durante este periodo en el cual se edificaron recintos ceremoniales, sitios administrativos, viviendas, almacenes, kallankas. Asimismo, hubo presencia de canales hidráulicos.
Durante la época colonial el virrey Francisco de Toledo dio una orden real de reducción de indios a pueblos de fácil acceso con el fin de controlarlos; y es gracias a esta ordenanza que los habitantes de Raqaypata abandonaron el lugar, dejando este sector en el olvido. De esta manera, logrando también que se perdiera el nombre original.[cita requerida]
Tras varios años de quedar en el olvido, en noviembre del año 2013 el Ministerio de Cultura inició los trabajos de restauración y se sigue realizando trabajos de mantenimiento. Hoy en día este lugar se ha convertido en un destino turístico bastante solicitado al igual que otros atractivos ubicados en el Valle Sagrado de los Incas.